# 豐和20式突擊步槍
豐和20式突擊步槍（にいまるしき5.56ミリしょうじゅう（陸自）/ふたまるしき5.56ミリしょうじゅう（海自））是豐和工業為日本陸上自衛隊開發的突擊步槍，使用5.56×45mm NATO。從2021年起逐步取代自衛隊原列裝的豐和89式。

## 歷史

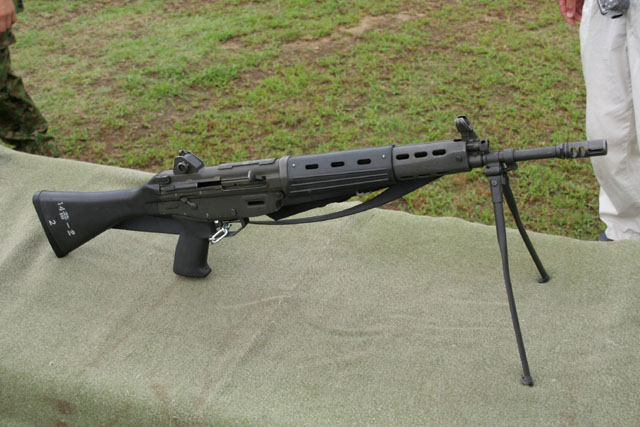
將被取代的89式步槍

2019年12月6日，防衛省宣布豐和5.56步槍（HOWA 5.56）擊敗HK416及SCAR-L成為陸自新步槍。 
2020年5月18日，防衛省正式展示HOWA 5.56，同時宣布步槍將命名為20式，並將在2021年起首先配發至水陸機動團。

## 發展

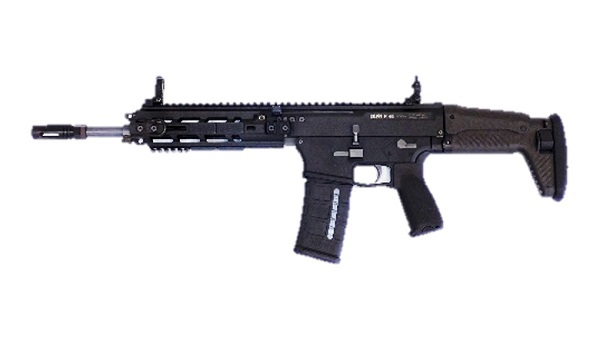
20式的實槍照片，設計相比89式更加现代化

2014年8月，據報導指陸上自衛隊正在尋找一款新型步槍取代89式。最初候選步槍包括G36、HK416、AUG、FN SCAR以及豐和開發的新步槍。 
2015年，防衛省採購了多支外國製步槍作測試，並與豐和簽約以測試其步槍。採購合約顯示為： 
| 名稱                     | 對應步槍  | 數量 | 簽訂日        | 價格（¥）  |
| ------------------------ | --------- | ---- | ------------- | ---------- |
| 試驗用輕兵器（M型）      | 未知      | 3    | 2015年1月29日 | 5,853,600  |
| 試驗用輕兵器（S型，516） | SG 516    | 8    | 2015年2月2日  | 12,798,000 |
| 試驗用輕兵器（S型，716） | SG 716    | 7    | 2015年2月2日  | 11,394,000 |
| 試驗用輕兵器（國產）     | HOWA 5.56 | 1    | 2015年2月23日 | 98,425,800 |
| 試驗用輕兵器（G型，V）   | G36V      | 5    | 2015年3月13日 | 2,311,200  |
| 試驗用輕兵器（HK型）     | HK416     | 5    | 2015年3月13日 | 6,858,000  |
| 試驗用輕兵器（SC型，H）  | SCAR-H    | 5    | 2015年3月31日 | 5,508,000  |
| 試驗用輕兵器（SC型，L）  | SCAR-L    | 5    | 2015年3月31日 | 4,398,840  |

由於陸自採用了貝瑞塔的GLX-160榴彈發射器以及測試了APX手槍，有猜測指ARX-160亦曾被測試。 
與此同時，豐和於2015年5月15日為其步槍及該槍的空彈殼收集袋根據日本《意匠法》第14條（秘密意匠制度）申請了外觀設計專利，允許在登錄後三年內對其設計保密。後來在2015年9月25日，該設計的更新版亦根據同一法律申請了專利。 
2018年，防衛省採購了另一批步槍作測試，採購合約顯示為： 
| 名稱                 | 對應步槍  | 數量 | 簽訂日        | 價格（¥）  |
| -------------------- | --------- | ---- | ------------- | ---------- |
| 試驗用輕兵器（YS型） | SCAR-L    | 8    | 2018年5月30日 | 10,411,200 |
| 試驗用輕兵器（K型）  | HOWA 5.56 | 8    | 2018年6月1日  | 50,137,920 |
| 試驗用輕兵器（YH型） | HK416     | 8    | 2018年7月10日 | 14,715,000 |

在2019年12月6日宣布HOWA 5.56撃敗其他兩款步槍後，這三款步槍被公佈為HOWA 5.56（K型）、HK416（YH型）和SCAR-L（YS型）。一份後續報告指出在2018年對步槍進行了兩次評估：第一次著重於武器的陸上性能，例如有效射程和精確度；第二次將武器性能、後勤和成本進行比較。 
由於三款步槍均滿足陸上自衛隊的需求，因此選擇了在第二次評估中得分最高的HOWA 5.56。批量生產單價為280,000日圓，包括維護及操作成本。如果採購150,000把，則估計壽命周期成本為439億日圓。 
在令和2年（2020年）國防預算中，防衛省以9億日圓購買了第一批3,283把20式步槍。 

## 設計
據說20式的環境耐久性，火力和擴展性比89式更好。與89式相比，主要區别在於增加了導軌，使其成為日本第一支具有此功能為標準設計的步槍，另外亦移除了三點放模式。彈匣與STANAG相容，握把亦與AR-15系列通用，為配合不同手型將會有兩種尺寸的握把。20式亦具有5段伸縮式槍托、可調貼腮版、雙邊操作部件（包括0（ア，保險）-45（タ，半自動）-150度（レ，全自動）射擊選擇桿、類似HK416 A5的彈匣釋放鈕及空倉掛機釋放鈕，以及類似SCAR的可換方向側槍機拉柄，但未知是否同為往復式設計），並且似乎使用短行程活塞操作。彈匣井側邊亦預留坑洞以黏貼管理用的QR/Data Matrix碼鋁板（類似美軍的雷射刻字IUID鋁板，厚度約0.005英吋）。20式也設有刺刀座以安裝刺刀。 
與HOWA 5.56原始設計相比，20式保留了許多相同的特徵，並僅有少量顯著更改：槍管長度略微縮短、護木為重新設計的M-LOK護木、側導軌被略微向前延長、增加了摺疊機械瞄具、槍托改用類似HK416的肩墊。 
由於20式相比89式作出了激進和現代的設計，而日本特種部隊已有採購和使用外國製步槍的豐富經驗，因此人們猜測20式可能受到了各種外國製步槍影響。而20式亦被用作與FN SCAR、CZ 805 BREN和HK433比較；部分人認為20式具有與SCAR類似的尺寸和功能。據說另一個設計影響來自開發89式ACIES獲得的經驗。 
根據防衛省的新聞發布會，20式可與GLX-160 A1榴彈發射器一起使用。

### 配置
2020年5月18日新聞發布會中的試驗用槍裝備了多種國內外生產的配件：
- 美国：Magpul PMAG 30 AR/M4 GEN M3 Window可視式彈匣[5]
- 美国：Magpul M-LOK Paraclip槍背帶安裝環
- 美国：BCM Gunfighter Mod 3握把[5]
- 瑞士：B&T foregrip with bipod快拆握把腳架（類似GPSI Grip Pod）
- 日本：DEON March-F 1x-8x24mm Shorty低倍率可調瞄具

目前未知此配置（或類似配置）會否應用在量產型20式上，抑或僅為陸自／豐和測試用的配置。而由於豐和在2019年開始了海外槍械產品的進口事業，因此20式或會依需求部分採用外國製配件。

## 採購及配發

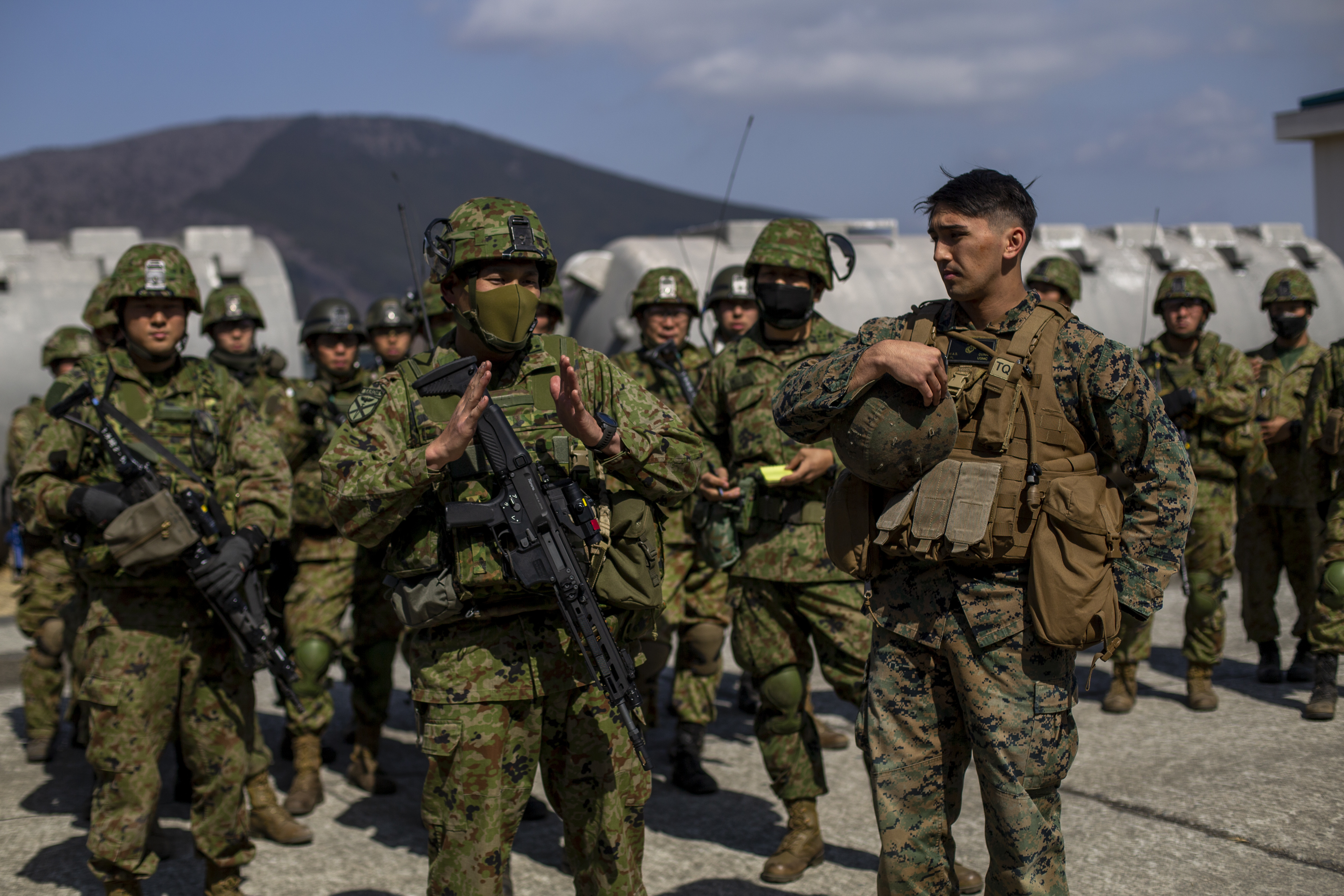
在都市地形軍事行動（MOUT）訓練中使用20式的自衛官

陸上自衛隊總共採購了145,000把89式步槍，因此預計採購相約數量，約150,000把的20式步槍。
20式步槍將首先配發至水陸機動團，之後會配發至所有普通科部隊。至普通科配發完畢後將考慮配發予後方支援部隊。
而海上自衛隊及航空自衛隊亦自令和7年（2025年）起開始擴大採購20式步槍，取代現有的64式及89式步槍。
| 預算年度          | 採購數量 | 採購數量 | 採購數量 | 預算金額（¥）  | 單價（¥） | 資料來源 |
| 預算年度          | 陸自     | 海自     | 空自     | 預算金額（¥）  | 單價（¥） | 資料來源 |
| ----------------- | -------- | -------- | -------- | -------------- | --------- | -------- |
| 令和2年（2020年） | 3,283    |          |          | 900,000,000    | 274,139.5 | [ 21 ]   |
| 令和3年（2021年） | 3,342    |          |          | 900,000,000    | 269,299.8 | [ 22 ]   |
| 令和4年（2022年） | 2,928    |          |          | 800,000,000    | 273,224.0 | [ 23 ]   |
| 令和5年（2023年） | 8,577    | 36       |          | 3,300,000,000  | 383,141.8 | [ 24 ]   |
| 令和6年（2024年） | 9,927    | 70       | 35       | 4,300,000,000  | 428,628.4 | [ 25 ]   |
| 令和7年（2025年） | 10,000   | 205      | 2,702    | 5,400,000,000  | 418,377.6 | [ 26 ]   |
| 合計              | 38,057   | 311      | 2,737    | 15,600,000,000 | 379,515.9 |          |

## 外部連結
- 豐和20式產品網頁 （页面存档备份，存于）

## 資料來源
1. ↑  . 鳴人堂.   [2020-10-03]. （原始内容存档于2021-03-13）.
2. ↑  . www.ydn.com.tw.   [2020-05-20]. （原始内容存档于2020-06-04）.
3. 1 2  . Ministry of Defense (Japan). 2019-12-06  [2020-01-30]. （原始内容存档于2019-12-07）.
4. ↑  .   [2020-05-19]. （原始内容存档于2020-05-20）.
5. 1 2 3 4 5 6  Moss, Matthew. . 2020-05-18  [2020-05-19]. （原始内容存档于2022-04-15） （美国英语）.
6. ↑  . Tokyo D&A Review. 2014-08-19  [2020-03-12]. （原始内容存档于2019-03-31）.
7. 1 2  . Ministry of Defense (Japan).   [2020-03-15]. （原始内容存档于2020-02-14）.
8. 1 2  . JISAKUJIEN.org. 2016-06-26  [2020-03-15]. （原始内容存档于2020-02-28）.
9. 1 2 3  Chaka. . Military Blog. 2018-07-04  [2020-03-31]. （原始内容存档于2019-12-26）.
10. ↑  . Japanese Law Translation.   [2020-03-31]. （原始内容存档于2020-05-02）.
11. 1 2  Chaka. . Military Blog. 2019-08-28  [2020-03-31]. （原始内容存档于2020-05-25）.
12. ↑  . Ministry of Defense (Japan). 2019-12-26  [2020-03-17]. （原始内容存档于2020-02-18）.
13. 1 2   (PDF). Ministry of Defense (Japan). August 2019  [2020-03-17]. （原始内容存档 (PDF)于2020-03-17）.
14. 1 2  Nash, Ed. . Military Matters. 2019-12-11  [2020-03-20]. （原始内容存档于2020-02-16）.
15. 1 2  . hyperdouraku. 2019-12-11  [2020-04-02]. （原始内容存档于2020-05-11）.
16. ↑  Juraszek, Przemyslaw. . StrategyPage. 2020-01-30  [2020-04-02]. （原始内容存档于2020-02-03）.
17. ↑  . NEXT MEDIA  "Japan In-depth"［ジャパン・インデプス］. 2020-05-21  [2020-10-01]. （原始内容存档于2021-05-16）.
18. ↑  . 豊和工業株式会社.   [2021-01-29]. （原始内容存档于2021-01-25） （日语）.
19. ↑  . news.tv-asahi.co.jp.   [2020-07-07]. （原始内容存档于2020-06-02） （日语）.
20. ↑  INC, SANKEI DIGITAL. . 産経ニュース. 2020-05-18  [2020-07-07]. （原始内容存档于2020-06-29） （日语）.
21. ↑   (pdf). 防衛省: 45. 2019-12-20  [2019-12-20]. （原始内容存档 (PDF)于2020-04-06） （日语）.
22. ↑   (pdf). 防衛省: 45. 2020-12-21  [2020-12-25]. （原始内容存档 (PDF)于2021-01-21） （日语）.
23. ↑   (PDF). 防衛省: 47. 2021-08-31  [2021-09-11]. （原始内容 (pdf)存档于2022-04-21） （日语）.
24. ↑   (pdf). 防衛省: 23. 2023-03-28  [2023-04-27] （日语）.
25. ↑   (pdf). 防衛省: 23. 2024-03-29  [2023-12-31] （日语）.
26. ↑   (pdf). 防衛省: 24. 2024-12-27  [2024-12-27] （日语）.